# Jawan
Jawan (hebräisch יָוָן) war nach Gen 10,2  in der Völkertafel (Bibel) ein Sohn Japhets und Enkel Noahs. Seine Brüder hießen demnach Gomer, Magog, Madai, Tubal, Meschech und Tiras. Die Brüder Meschech und Tubal werden auch in Ez 27,13  genannt. Seine Söhne waren laut Gen 10,4  und 1 Chr 1,7  Elischa, Tarsis, die Kittäer und die Rodaniter.
Sonst ist nichts über ihn bekannt.

## Bibel
Jes 66,19 ; Ez 27,13.19 ; Dan 8,21 ; 10,20 ; 11,2 ; Joel 3,6 ; Sach 9,13 .

## Übersetzungen
In der Septuaginta wird Jawan als Ιωνοι (Ionoi) übersetzt (Javan in der Vulgata), seitdem ist die Gleichsetzung mit den Griechen oder (Hellenen) geläufig.

## Lokalisierung
Flavius Josephus (Jüdische Altertümer I. 124) setzte Jawan mit den Ioniern gleich, betrachtete Jawan als Urvater der Griechen; Isidor von Sevilla mit den Griechen insgesamt.
Bernhard Stade wollte in Jawan dagegen nur die kleinasiatischen Ionier sehen. Ernst Curtius nahm an, dass die Ionier aus Kleinasien stammten. Später setzte sich die Ansicht durch, dass die ionischen Städte in Kleinasien von Siedlern vom griechischen Festland angelegt worden seien, womit diese Deutung schwierig wurde. Deshalb nahm Bury an, dass der Name Jawan die vorgriechische Bevölkerung Ioniens bezeichnete und später auf die Ionier und die Griechen insgesamt übertragen wurde.
Robertson will Jawan mit den Phöniziern gleichsetzen, schließt aber eine spätere Übertragung des Namens auf die Ionier nicht aus.
Robertson benutzt eine assyrische geographische Liste, um Jawan zu lokalisieren. Die Liste zählt nacheinander Hi-lak-ku (Kilikien), Ia-[a-?]-na und Mi-li-ti (Meliddu) auf. Robertson folgt der Lesung Lenormants als Javanu. Die Kition-Stele macht jedoch klar, dass es sich bei Ia-[a-?]-na um Ia-ad-na, Zypern handelt.
Robertson und andere versuchten auch das Siedlungsgebiet Elischas, des ältesten Sohnes Jawans, anhand der Notiz Ez 28,7  („violetter und roter Purpur von den Inseln Elischas war dein Kajütendach“) zu lokalisieren und stellte frühere Lokalisierungsversuche zusammen. Derartige spekulative, aus Einzelstellen der Bibel abgeleitete Lokalisierungsversuche sind in der heutigen Forschung nicht mehr üblich.